# Ricky Council IV
Pour les articles homonymes, voir Council.
Ricky Council IV, né le 3 août 2001 à Durham en Caroline du Nord, est un joueur américain de basket-ball. Il mesure 1,96 m, et évolue aux postes d'arrière et ailier.

## Biographie

### Carrière universitaire
Entre 2020 et 2022, il joue pour les Shockers de Wichita State à l'université d'État de Wichita.
Entre 2022 et 2023, Council joue pour les Razorbacks de l'Arkansas à l'université de l'Arkansas.
Le 5 avril 2023, il annonce qu'il se présente à la draft 2023 de la NBA.
Council signe un contrat two-way avec les 76ers de Philadelphie en octobre 2023. Son contrat two-way est converti en un contrat de quatre saisons à la mi-avril 2024. Sa saison 2024-2025 est moins bien réussie et il n'est pas conservé par les Sixers au terme de celle-ci.

## Palmarès

### Universitaire
- Second-team All-SEC en 2023
- AAC Sixth Man of the Year en 2022
- AAC All-Freshman team en 2021

## Statistiques
gras = ses meilleures performances

### Universitaires
| Saison    | Équipe        | Matchs | Titul. | Min./m | % Tir | % 3pts | % LF | Rbds/m. | Pass/m. | Int/m. | Ctr/m. | Pts/m. |
| --------- | ------------- | ------ | ------ | ------ | ----- | ------ | ---- | ------- | ------- | ------ | ------ | ------ |
| 2020-2021 | Wichita State | 21     | 3      | 15,5   | 42,1  | 44,4   | 63,6 | 3,43    | 0,95    | 0,29   | 0,14   | 7,10   |
| 2021-2022 | Wichita State | 28     | 7      | 26,6   | 43,7  | 30,6   | 84,9 | 5,39    | 1,61    | 1,14   | 0,50   | 12,00  |
| 2022-2023 | Arkansas      | 36     | 32     | 34,1   | 43,3  | 27,0   | 79,4 | 3,61    | 2,25    | 1,11   | 0,31   | 16,14  |
| Carrière  | Carrière      | 85     | 42     | 27,0   | 43,2  | 30,3   | 78,6 | 4,15    | 1,72    | 0,92   | 0,33   | 12,54  |

### Professionnelles

#### Saison régulière
| Saison    | Équipe       | Matchs | Titul. | Min./m | % Tir | % 3pts | % LF | Rbds/m. | Pass/m. | Int/m. | Ctr/m. | Pts/m. |
| --------- | ------------ | ------ | ------ | ------ | ----- | ------ | ---- | ------- | ------- | ------ | ------ | ------ |
| 2023-2024 | Philadelphie | 32     | 0      | 9,0    | 48,2  | 37,5   | 74,6 | 1,40    | 0,50    | 0,30   | 0,00   | 5,40   |
| 2024-2025 | Philadelphie | 73     | 12     | 17,1   | 38,2  | 25,8   | 80,4 | 2,90    | 1,30    | 0,40   | 0,20   | 7,30   |
| Carrière  | Carrière     | 105    | 12     | 14,7   | 40,2  | 27,3   | 78,6 | 2,50    | 1,10    | 0,40   | 0,10   | 6,70   |